# Ruta de condado

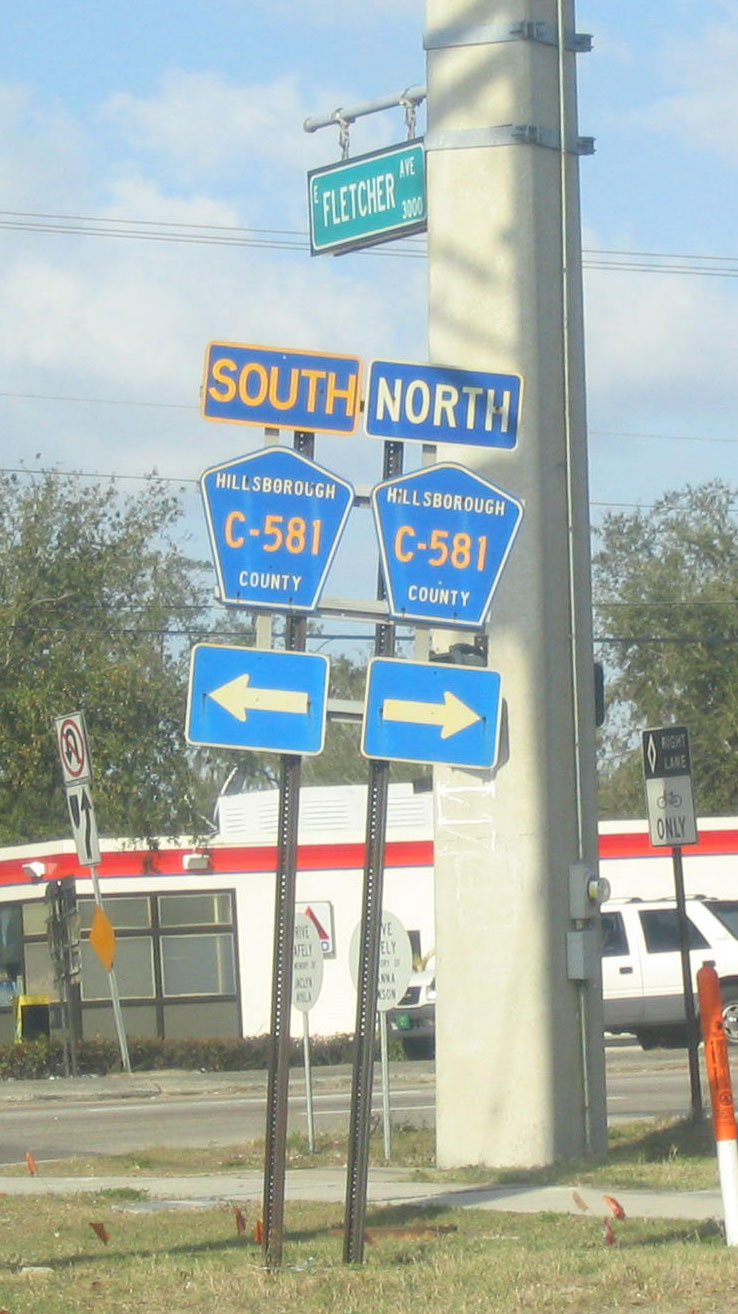
Escudo para la Ruta de Condado de Hillsborough 581 en Tampa, Florida

Una Ruta de condado (en inglés: county highway, county road o county route) y abreviada usualmente como CH o CR, es una carretera de los Estados Unidos y en la provincia canadiense de Ontario y que es diseñada o mantenida por el departamento de transporte del condado. El número de la ruta del condado puede ser determinado por el condado, o por acuerdos mutuos entre condados o simplemente siguen un patrón en todo el estado.
Cualquier ruta mantenida por el condado, tenga o no tenga número, puede ser llamada como ruta de condado. Dependiendo del estado o provincia y condado, estas carreteras pueden ser nombradas usando patrones locales y geográficos, comunidades o personas, o son nombradas usando un plan hipodámico de forma estandarizada; por ejemplo: "East 2000 Road" sería una carretera de sentido norte-sur pasando por 20 cuadras/millas/km al este del punto cero designado. Muchos otros sistemas también son usados; algunos condados simplemente usan les asignan números de forma arbitraria a todas las carreteras mantenidas por el condado.
Las rutas de condados y carreteras varían constantemente en diseños, al igual que en como en fondos y regulaciones en mantenimiento. Algunas rutas de condado en ciertas áreas urbanas son autopistas o vías expresas. Las rutas de condado conectan comunidades o sirven áreas residenciales y son por lo general muy fácil de distinguir de las calles residenciales o carreteras estatales. En las zonas rurales, muchas de estas rutas tienen poco tráfico; por lo que estas rutas son mantenidas con poca frecuencia. Muchas de ellas se encuentran en mal estado o inclusive sin pavimentar. En las zonas remotas, las rutas de condado están hechas de grava, arena y solo son usadas por peatones o animales de granja como caballos o vacas. En algunos estados como Wisconsin, usan las rutas de condado en un gran número, conectando muchas de sus ciudades y pueblos entre ellos.